# Эльбаит
Эльбаит — минерал из класса силикатов (кольцевых силикатов), название получил по месту находки на острове Эльба (Италия).
Относится к группе турмалинов. Проявляет пьезоэлектрические и пироэлектрические свойства.

## История
В 1914 году В. И. Вернадский изучил химический состав розовых турмалинов, которые привёз А. Е. Ферсман с острова Эльба. В. И. Вернадский обнаружил в этих образцах относительно большое содержание натрия и лития (упрощённая формула — (Li,Na)HAl6B2Si4O21) и предложил название этой разновидности — «эльбаит».

## Кристаллография
| Точечная группа             | 3m — Дитригональная пирамидальная                            |
| Пространственная группа     | R3m                                                          |
| Сингония                    | Тригональная                                                 |
| Параметры ячейки            | a = 15,86(6) Å, c = 7,11(2) Å                                |
| Отношение                   | a: c = 1 : 0,448                                             |
| Число формульных единиц (Z) | 3                                                            |
| Объем элементарной ячейки   | V 1,548.84 Å³ (рассчитано по параметрам элементарной ячейки) |
| Двойникование               | Редко по {1011}{4041}                                        |

## Оптические свойства
| Тип                             | Одноосный (-)                         |
| Показатели преломления          | nω = 1,633 — 1,651 nε = 1,615 — 1,630 |
| Максимальное двулучепреломление | δ = 0,018 — 0,021                     |
| Оптический рельеф               | умеренный                             |
| Плеохроизм                      | видимый                               |

Для эльбаита характерен сильный плеохроизм, который меняет интенсивность цвета.

## Формы выделения
Как и все турмалины, эльбаит обычно образует кристаллы с треугольным сечением со слегка выпуклыми сторонами. На гранях присутствует глубокая вертикальная штриховка. Вершины кристаллов эльбаита представлены гранями тригональной пирамиды или пинакоида. Очень часто у кристаллов вершины сформированы разными гранями (данное явление называется гемиморфизмом). Грани вершин гладкие, без штриховки. Также эльбаит может выделяться в виде сплошных масс и игольчатых агрегатов.

## Образование
Лучшие кристаллы эльбаита, как и всех турмалинов, образуются в пегматитах.
Для образования эльбаита требуются высокие концентрации натрия, кремния, алюминия, лития и бора.
Вместе с минералом ассоциируют кварц (цитрин, раухтопаз, дымчатый кварц, горный хрусталь), берилл (гелиодор, аквамарин, морганит, гошенит), топаз и сподумен (кунцит и гидденит).

## Химический состав
| Химический элемент | %     | % оксида |
| ------------------ | ----- | -------- |
| Натрий             | 2,51  | 3,38     |
| Литий              | 1,89  | 4,07     |
| Алюминий           | 19,13 | 36,15    |
| Кремний            | 18,38 | 39,33    |
| Бор                | 3,54  | 11,39    |
| Водород            | 0,44  | 3,93     |
| Кислород           | 54,11 | -        |

## Применение
Эльбаит используется как ювелирный камень. Также благодаря своим пьезоэлектрическим свойствам используется для изготовления манометров высокого давления.

## Месторождения
Месторождение эльбаита на острове Эльба, благодаря которому он получил своё название, исчерпано. Лучшие кристаллы минерала добываются на Урале (Россия), Сан-Диего (Калифорния, США), Минас-Жерайс (Бразилия), Алту-Лигонья (Мозамбик), Шри-Ланке, Мадагаскаре, Пакистане и Афганистане.